# A Downton Abbey epizódjainak listája
Az alábbi epizódlista a Downton Abbey című angol televíziós sorozat epizódjait tartalmazza. A sorozat az Egyesült Királyságban 2010. szeptember 26-án indult az ITV csatornán. Az utolsó részt 2015. december 25-én vetítették. Magyarországon pedig 2013. február 10-én debütált a Story4-en.

## Áttekintés
| Évad | Évad | Epizódok   | Eredeti vetítés                           | Eredeti vetítés                      | Eredeti vetítés                                     | Nézettség    |
| Évad | Évad | Epizódok   | Évad kezdete                              | Évad vége                            | Karácsonyi epizód                                   | Nézettség    |
| ---- | ---- | ---------- | ----------------------------------------- | ------------------------------------ | --------------------------------------------------- | ------------ |
|      | 1.   | 7          | 2010. szeptember 26. 2013. február 10.    | 2010. november 7. 2013. március 24.  | N/A                                                 | 9,70 millió  |
|      | 2.   | 8 + 1 rész | 2011. szeptember 18. 2013. március 31.    | 2011. november 6. 2013. május 19.    | 2011. december 25. 2013. május 26. és június 2.     | 11,68 millió |
|      | 3.   | 8 + 1 rész | 2012. szeptember 16. 2013. szeptember 22. | 2012. november 4. 2013. november 10. | 2012. december 25. 2013. november 17.               | 11,91 millió |
|      | 4.   | 8 + 1 rész | 2013. szeptember 22. 2016. május 1.       | 2013. november 10. 2016. június 19.  | 2013. december 25. 2016. július 3.                  | 11,84 millió |
|      | 5.   | 8 + 1 rész | 2014. szeptember 21. 2016. szeptember 4.  | 2014. november 9. 2016. október 23.  | 2014. december 25. 2016. október 30. és november 6. | 10,40 millió |
|      | 6.   | 8 + 1 rész | 2015. szeptember 20. 2016. november 13.   | 2015. november 8. 2017. január 8.    | 2015. december 25. 2017. január 15. és 22.          | 10,42 millió |

## Epizód lista

### Első évad (2010)
(1912–14)
| Sor. | Év. | Cím                           | Rendező        | Író                                 | Premier                                | Nézettség    |
| --- | --- | ----------------------------- | -------------- | ----------------------------------- | -------------------------------------- | ------------ |
| 1. | 1.  | Első rész (Episode One)       | Brian Percival | Julian Fellowes                     | 2010. szeptember 26. 2013. február 10. | 9,25 millió  |
| 1912 áprilisa. Anglia, 1912. Robert, azaz Lord Grantham legközelebbi férfi rokona életét veszti a Titanic katasztrófájában, így egy távoli unokatestvére lesz a cím és a birtok, Downton Abbey örököse. Robert édesanyja, Violet mindent elkövet, hogy a család ne veszítse el a vagyont, amit Lord Grantham feleségének, Corának köszönhetnek. Eközben új lakáj érkezik Downtonba. Mr. Bates Robert mellett harcolt a búr háborúban, ahol megsebesült, ezért biceg. A komornyik, Mr. Carson úgy érzi, kockára tenné Downton jó hírét, ha továbbra is alkalmaznák Mr. Batest, így arra kéri Lord Granthamet, hogy bocsássa el a lakájt, akinek a helyére egyébként Thomas, az első inas is pályázik. Lord Grantham azonban végül úgy dönt, hogy nem küldi el Batest. Crowborough hercege Lady Mary kegyeire pályázik, mert azt hiszi, hogy Lord Grantham örökösének halálával a legidősebb lányára száll a vagyon. Amikor azonban megtudja, hogy nem Mary örököl, visszakozik. |     |                               |                |                                     |                                        |              |
| 2. | 2.  | Második rész (Episode Two)    | Ben Bolt       | Julian Fellowes                     | 2010. október 3. 2013. február 17.     | 9,97 millió  |
| 1912 szeptembere. Matthew Crawley, egy középosztálybeli ügyvéd és a birtok újdonsült örököse megérkezik Downtonba az édesanyjával, Isobellel. Mindkettőjükön érződik, hogy másfajta élethez vannak szokva. Isobelről kiderül, hogy a búr háborúban ápolónak tanult, ezért gyakran ellátogat a helyi kórházba. Itt egyszer szakmai vitába keveredik az orvossal, dr. Clarksonnal, de végül is neki lesz igaza, így bizonyítja a rátermettségét. Amikor kiderül, hogy Mr. Carson korábban a kabaréban lépett fel egy barátjával, a komornyik azonnal be akarja adni a felmondását. Lord Grantham azonban hallani sem akar a dologról, de mulattatja Carson titka. Violet megpróbálja összeboronálni Maryt Matthew-val, de Maryt nem érdekli a férfi. |     |                               |                |                                     |                                        |              |
| 3. | 3.  | Harmadik rész (Episode Three) | Ben Bolt       | Julian Fellowes                     | 2010. október 10. 2013. február 24.    | 8,97 millió  |
| 1912 novemberének vége. Evelyn Napier Downtonba látogat, és elhozza a barátját, a török Kemal Pamukot is. Mary nem tud ellenállni a jóképű török csábításának, és amikor az éjszaka bejön a szobájába, lefekszik vele. Balszerencséjére azonban a férfi szívrohamot kap, így, hogy elkerüljék a botrányt, a szobalánnyal, Annával és Corával átcipelik a Kemal testét a férfi szobájába. Cora fel van háborodva, de megígéri Marynek, hogy nem szól az esetről Robertnek, mert nem akarja ezzel tönkretenni a férje életét. Eközben Mary húga, Edith felajánlja Matthew-nak, hogy látogassák meg együtt a környék templomait. Azt reméli ugyanis, hogy a kirándulás közben összemelegednek. Kiderül azonban, hogy Matthew-t Mary érdekli. |     |                               |                |                                     |                                        |              |
| 4. | 4.  | Negyedik rész (Episode Four)  | Brian Kelly    | Julian Fellowes, Shelagh Stephenson | 2010. október 17. 2013. március 3.     | 9,70 millió  |
| 1913 májusa. Vásárt rendeznek a faluban, ahova a személyzet néhány tagja is ellátogat, és Mrs. Hughes találkozik a régi udvarlójával. Thomas, hogy William-et bosszantsa, elhívja Daisyt. Gwen-t behívják egy állásinterjúra, Sybil lelkesen támogatja a lányt. Egy új sofőr, Branson, érkezik a birtokra, akit érdekel a történelem, és a politika. Violet továbbra sem tud beletörődni abba, hogy Mary nem örökölhet, és egyenesen Matthew-hoz fordul segítségért. |     |                               |                |                                     |                                        |              |
| 5. | 5.  | Ötödik rész (Episode Five)    | Brian Kelly    | Julian Fellowes                     | 2010. október 24. 2013. március 10.    | 9,40 millió  |
| 1913 késő júliusa. Thomas ellop egy üveg bort, és Mr. Bates rajtakapja. Az inas fél, hogy a lakáj jelenteni fogja Mr. Carsonnak az esetet, ezért megpróbálja befeketíteni Mr. Batest, de a terve visszafelé sül el. Daisy nem tudja tovább magában tartani, hogy látta, amikor Lady Mary, Cora és Anna átvitték Kemal testét a férfi szobájába. Amikor Edith megtudja, mi történt, azonnal ír a török nagykövetnek. Az évente megrendezésre kerülő virágkiállításon a zsűri mindig Violetnek ítéli az első díjat, az özvegy grófné azonban úgy dönt, hogy ezúttal átengedi az elsőséget az öreg Bill Molesley-nak. |     |                               |                |                                     |                                        |              |
| 6. | 6.  | Hatodik rész (Episode Six)    | Brian Percival | Julian Fellowes, Tina Pepler        | 2010. október 31. 2013. március 17.    | 9,84 millió  |
| 1914 májusa. Sybil, szembeszállva apja akaratával, aktívan részt vesz a politikai életben, és elmegy a szavazatszámlálásra, ahol megsérül a dulakodásban, Matthew menti meg. Az eset után Mary és Matthew még közelebb kerülnek egymáshoz, Matthew megkéri a lány kezét. Violet tudomást szerez Mr. Pamuk esetéről. Thomas és O'Brien továbbra is Bates ellen szövetkeznek, aki nagy bejelentést tesz Mr. Carson, Mrs. Hughes és Anna előtt. |     |                               |                |                                     |                                        |              |
| 7. | 7.  | Hetedik rész (Episode Seven)  | Brian Percival | Julian Fellowes                     | 2010. november 7. 2013. március 24.    | 10,77 millió |
| 1914 júliusa és augusztusa.Downtonban mindenkit az osztrák trónörökös elleni merénylet foglalkoztat. Amikor kiderül, hogy Cora terhes, Robert húga, Lady Rosamund Painswick azt tanácsolja Marynek, hogy ne mondjon igent Matthew-nak a házassági ajánlatára, amíg nem tudni, hogy Corának fia születik-e. Matthew megunja, hogy Mary halogatja a döntést, ezért visszavonja az ajánlatát. A közelgő háború hírére Thomas úgy dönt, jelentkezik önkéntesnek a hadsereg egészségügyi csapataihoz, és felmond Downtonban. O'Brien egy félreértés folytán azt hiszi, hogy Cora új komornát keres magának, ezért bosszúból otthagyja a földön a szappant, amit a nő leejtett mosdás közben. Amikor Cora kilép a fürdőkádból, rálép, és elvetél. O'Brien megbánja a tettét, de már későn. Granthamék kerti partit rendeznek, amelyen Robert aggasztó hírt kap: az ország háborúban áll a németekkel, vagyis kezdetét veszi a világháború.                                           |     |                               |                |                                     |                                        |              |

### Második évad (2011)
(1916–19)
| Sor. | Év. | Cím                            | Rendező       | Író             | Premier                                | Nézettség    |
| --- | --- | ------------------------------ | ------------- | --------------- | -------------------------------------- | ------------ |
| 8. | 1.  | Első rész (Episode One)        | Ashley Pearce | Julian Fellowes | 2011. szeptember 18. 2013. március 31. | 11,41 millió |
| 1916 novembere. Az első világháború kitörése Downton életére is hatással van, Matthew a somme-i csatában harcol, miközben Robertet kinevezik az Északi Lovas Önkéntesek ezredesének. William is szeretne bevonulni, de az édesapja nem engedi. Sybil nővérképzőbe készül, hogy a kórházban dolgozhasson. Matthew hazalátogat a menyasszonyával, és ez érzékenyen érinti Mary-t. Bates úgy érzi, hogy végre elválhat a feleségétől, és megkéri Anna kezét, de Vera felbukkanása keresztülhúzza számításait. |     |                                |               |                 |                                        |              |
| 9. | 2.  | Második rész (Episode Two)     | Ashley Pearce | Julian Fellowes | 2011. szeptember 25. 2013. április 7.  | 11,77 millió |
| 1917 áprilisa. Williamet besorozzák, így Carson az utolsó inast is elveszíti. A komornyik mindent elkövet, hogy fenntartsa a felszolgálás eddigi színvonalát, de így túl sok feladat hárul rá. Miután egy vacsora közben rosszul lesz, beleegyezik, hogy a szobalányok is segédkezzenek a felszolgálásban. Thomas hazatér a frontról, és Coráék közbenjárása folytán dr. Clarkson parancsnoksága alá kerül a helyi kórházba. Lord Grantham Mr. Bates helyére Langet veszi fel, akiről kiderül, hogy harctéri sokkja van. A házban egyedül Miss O'Brien ismeri fel a betegség jeleit, és a védelmébe veszi Langet. Mrs. Patmore megtudja, hogy az unokaöccsét gyávaság miatt agyonlőtték, de Robert felhívja a figyelmét, hogy nem ismerhetik a körülményeket, így nincs joguk ítélkezni. Matthew egy tábornok kíséretében egy időre hazatér a frontról. Sir Richard Carlisle megkéri Mary kezét, aki egy kis gondolkozási időt kér. Carson azt tanácsolja a lánynak, hogy ha még mindig szereti Matthew-t, vallja be neki. |     |                                |               |                 |                                        |              |
| 10. | 3.  | Harmadik rész (Episode Three)  | Andy Goddard  | Julian Fellowes | 2011. október 2. 2013. április 14.     | 11,33 millió |
| 1917 júliusa. Isobel irányítása alatt elkezdődik Downton átalakítása szanatóriummá, melyet Cora nem néz jó szemmel, és O'Brien tanácsára megkéri Dr. Clarksont, hogy Thomas, immár Barrow tizedes, legyen a vezető. Branson úgy dönt, hogy megtagadja a katonai szolgálatot, de nem lesz rá szükség, mert alkalmatlannak találják. Anna megtudja, hogy Bates egy helyi kocsmában dolgozik, és elmegy hozzá. Rosamund és Violet kompromittáló dolgokat derítenek ki Laviniáról, és az a céljuk, hogy ennek segítségével véget vessenek a Matthew-al való kapcsolatának. |     |                                |               |                 |                                        |              |
| 11. | 4.  | Negyedik rész (Episode Four)   | Brian Kelly   | Julian Fellowes | 2011. október 9. 2013. április 21.     | 11,30 millió |
| Korai 1918. A Downtonban lábadozó katonák koncertet szerveznek, és ragaszkodnak hozzá, hogy Edith és Mary is fellépjen. Mary vonakodik ugyan, de végül belemegy. Eközben Ethel lefekszik Bryant őrnaggyal, és mivel Mrs. Hughes rajtakapja őket, a szobalánynak - akiről később kiderül, hogy teherbe esett -, el kell hagynia Downtont. Isobel nem képes elviselni, hogy Cora egyedül akarja irányítani a házat, ezért úgy dönt, Franciaországba megy, hogy a Vöröskeresztnek dolgozzon. Robert megtudja, hogy Bates egy közeli kocsmában dolgozik. Felkeresi, és megkéri, hogy jöjjön vissza, amibe Bates örömmel beleegyezik. Matthew és William épp hazatérésüket tervezgetik, amikor őrjáratozás közben német katonákba botlanak. Downtonban sokáig azt hiszik, hogy eltűntek, ám a lábadozó katonák által szervezett koncert alatt váratlanul betoppannak. |     |                                |               |                 |                                        |              |
| 12. | 5.  | Ötödik rész (Episode Five)     | Brian Kelly   | Julian Fellowes | 2011. október 16. 2013. április 28.    | 11,59 millió |
| 1918 közepén. Mindenkit lesújt a hír, hogy Matthew és William súlyosan megsérült a fronton. Matthew-t hazaszállítják a falu kórházába, de Dr. Clarkson nem engedélyezi, hogy William-et is fogadják. A fiú súlyos sérülést szenvedett, és annak tudatában, hogy nem éli túl, megkéri Daisy kezét. Vera visszatér Downtonba, és ismét megfenyegeti Bates-t, hogy kitálal a Pamuk-sztoriról, Mary felutazik Londonba, hogy Sir Richard Carlisle segítségét kérje. Kiderül, hogy Matthew nem fog tudni járni a gerincsérülése miatt. |     |                                |               |                 |                                        |              |
| 13. | 6.  | Hatodik rész (Episode Six)     | Andy Goddard  | Julian Fellowes | 2011. október 23. 2013. május 5.       | 11,33 millió |
| 1918 novembere. Egy katonatiszt azt állítja, hogy a család rokona, és engedélyt kér, hogy Downtonban lábadozhasson. Mikor megérkezik, kijelenti, hogy ő Patrick Crawley, Lord Grantham örököse, akiről eddig azt hitték, hogy életét vesztette a Titanicon. Mivel az arcát hegek borítják, szinte lehetetlen felismerni, Roberték csak arra hagyatkozhatnak, amit állít. Edithet kivéve azonban szinte senki sem hisz neki, így a titokzatos alak egy idő után elhagyja Downtont. Mary kitartóan ápolja Matthew-t, ami nyugtalanítja Sir Richardot, így a férfi meggyőzi Corát, hogy hívják meg Laviniát Downtonba. Időközben Carlisle megveszi Haxby Parkot, és felajánlja Carsonnak, hogy legyen a komornyikjuk, ha Maryvel összeházasodnak. Ethel megtudja, hogy Bryant őrnagy elesett. Violet fondorlatos módon ráveszi Isobelt, hogy mondjon le Downton vezetéséről, és foglalkozzon inkább a háborús menekültekkel. Mindenki legnagyobb örömére véget ér a világháború. Bates felmegy Londonba, hogy rábeszélje Verát a válásra, de rossz hangulatban tér vissza Downtonba. Másnap táviratot kap, hogy a feleségét hajnalban holtan találták. |     |                                |               |                 |                                        |              |
| 14. | 7.  | Hetedik rész (Episode Seven)   | James Strong  | Julian Fellowes | 2011. október 30. 2013. május 12.      | 12,26 millió |
| 1919. Miután az utolsó kórházi ágyat is elviszik Downtonból, a házban mindenki megpróbál visszatérni a régi kerékvágásba. Matthew különös bizsergést érez a lábában, és egyik este váratlanul feláll a tolószékből. Nem sokkal később bejelenti, hogy elveszi Laviniát. Violet elmondja Matthew-nak, hogy Mary még mindig szereti őt, de Matthew úgy érzi, kötelessége feleségül venni Laviniát, hiszen a nő akkor is kitartott volna mellette, ha élete végéig tolószékben marad. Carlisle megpróbálja rávenni Annát, hogy kémkedjen Mary után, de a szobalány visszautasítja a felkérést. Miután Carson értesül a dologról, úgy dönt, mégsem megy Haxby Parkba, mert képtelen lenne olyasvalakinek dolgozni, akit nem tisztel. Bryant őrnagy szülei Downtonba látogatnak, és Ethel elmondja nekik, hogy a fiuktól gyereke született. Mr. Bryant azonban nem hiszi el, hogy a fia elhanyagolta apai kötelességeit, és hallani sem akar a gyerekről. Thomas kockázatos vállalkozásba fog, amellyel minden pénzét elveszíti. Sybil megszökik Bransonnal, hogy összeházasodjanak, de Mary utánuk megy, és rábeszéli a húgát, hogy jöjjön vele haza.   |     |                                |               |                 |                                        |              |
| 15. | 8.  | Nyolcadik rész (Episode Eight) | James Strong  | Julian Fellowes | 2011. november 6. 2013. május 19.      | 12,45 millió |
| 1919 áprilisa. Robert nem akar hinni a fülének, amikor Sybil bejelenti, hogy hozzá akar menni Bransonhoz. Megfenyegeti, hogy kitagadja a lányát, de Sybil hajthatatlan. Bates és Anna összeházasodnak. Downtonban többen is elkapják a spanyolnáthát. Először Cora betegszik meg, majd Lavinia is ágynak dől. Matthew néhány percre kettesben marad Maryvel, és megcsókolja a lányt. Lavinia meglátja őket, de ezt csak Matthew-nak mondja el. Robert ismét megcsókolja Jane-t, de ezúttal majdnem rajtakapják őket, ezért Lord Grantham megmondja a szobalánynak, hogy véget kell vetniük a viszonyuknak. Jane így másnap beadja a felmondását. Cora szerencsésen átvészeli a betegséget, Lavinia azonban belehal. A halálos ágyán arra kéri Matthew-t, hogy legyen boldog nélküle is. A férfi azonban fájdalmában azt mondja Marynek, hogy köztük mindennek vége. Batest letartóztatják a felesége meggyilkolásáért. |     |                                |               |                 |                                        |              |

### Downton Abbey: Ami a sorozat mögött van (Behind the Drama)
A Downton Abbey: Ami a sorozat mögött van (Behind the Drama) egy 46 perces dokumentumfilm melyet a 2011-es Karácsonyi Különkiadás előtt vetített az ITV. A dokumentumfilm interjúkat és színfalak mögötti felvételeket mutat. A dokumentumfilmben Julian Fellowes és a sorozat több főszereplője is beszél. Az eredeti vetítésre 2011. december 21-én szerdán került sor. 4,5 millió ember követte figyelemmel a dokumentumfilmet. A narrációt a Lord Granthamat alakító Hugh Bonneville mondta.

### Karácsonyi különkiadás (2011)
(1919–20)
| Sor. | Év. | Cím                        | Rendező        | Író             | Premier                                         | Nézettség    |
| --- | --- | -------------------------- | -------------- | --------------- | ----------------------------------------------- | ------------ |
| 16. | 1.  | Christmas at Downton Abbey | Brian Percival | Julian Fellowes | 2011. december 25. 2013. május 26. és június 2. | 12,11 millió |
| 1919. december és 1920. január 1919 karácsonyán Downtonban folynak az ünnepi előkészületek. Lady Rosamund ellátogat Robertékhez, és magával hozza a komornáját, Shore-t is. Rosamund megkéri Robertet, hogy szilveszterre hívja meg egy ismerősét, Lord Hepwortht. Cora elmondja Robertnek, hogy mi történt Mary és Pamuk között. Downton lakói vadászatra mennek, ahol Mary csúnyán összeveszik Carlisle-lal, de Matthew a segítségére siet. Robert tanúskodik Bates mellett, az esküdtek azonban bűnösnek találják a lakájt, akit így a bíró halálra ítél. A házban mindenkit megráz, hogy Batest halálra ítélték. Thomasnak egy véletlen folytán sikerül Robert kegyeibe férkőzni. Mary elmondja Matthew-nak, hogy Kemal Pamuk az ágyában halt meg. Matthew-t megrázza a hír, de ennek ellenére azt tanácsolja Marynek, hogy ne menjen hozzá Carlislel-hoz. Mary megfogadja a tanácsát, és felbontja az eljegyzését. Daisy meglátogatja William apját. A belügyminiszter közbenjárása folytán enyhítenek Bates ítéletén, de így is életfogytiglani börtönbüntetést kap. Rosamund megtudja, hogy Hepworthnek viszonya van a komornájával, Shore-ral. Matthew megkéri Mary kezét, aki igent mond. |     |                            |                |                 |                                                 |              |

### Harmadik évad (2012)
(1920–21)
| Sor. | Év. | Cím                            | Rendező        | Író             | Premier                                   | Nézettség    |
| --- | --- | ------------------------------ | -------------- | --------------- | ----------------------------------------- | ------------ |
| 17. | 1.  | Első rész (Episode One)        | Brian Percival | Julian Fellowes | 2012. szeptember 16. 2013. szeptember 22. | 11,43 millió |
| 1920 márciusa. A család izgatottan készül Mary és Matthew esküvőjére. Kiderül, hogy a vállalkozás, amelybe Robert befektette a családi vagyon nagy részét, csődbe megy, így veszélybe kerül Downton jövője. Matthew megtudja, hogy Lavinia apja őt jelölte meg végrendeletében az egyik lehetséges örökösének, de Matthew úgy érzi, ha ő kapja is a pénzt, nem tarthatja meg. O'Brien unokaöccse, Alfred személyében új inas érkezik Downtonba. Tom Branson és Sybil visszatérnek Downtonba, de Tom politikai nézetei nincsenek a család ínyére. Az esküvőre Downtonba látogat Cora édesanyja, Martha is, akinek modern, amerikai világszemlélete megdöbbenti a ház lakóit. |     |                                |                |                 |                                           |              |
| 18. | 2.  | Második rész (Episode Two)     | Brian Percival | Julian Fellowes | 2012. szeptember 23. 2013, szeptember 29. | 12,08 millió |
| 1920 áprilisa. Thomas irigykedik Alfredre, hogy ő lehet Matthew lakája, és áskálódni kezd ellene, ám O'Brien visszavág az unokaöccsét ért sérelemért.Reed és Alfred közelebb kerülnek egymáshoz. Mrs. Hughes felkeresi dr. Clarksont, és az orvos nyugtalanító hírekkel szolgál a vizsgálat után. Isobel megtudja, hogy Ethel utcalányként dolgozik.Sir Anthony megkéri Edith kezét. Mary és Violet estélyt szerveznek, hogy megmutathassák Marthának Downtont teljes pompájában, és rávegyék, hogy mentse meg a birtokot. A nagy napon azonban semmi sem úgy sikerül, ahogy tervezték, ráadásul az este végén Martha bejelenti, hogy nem áll módjában segíteni nekik. |     |                                |                |                 |                                           |              |
| 19. | 3.  | Harmadik rész (Episode Three)  | Andy Goddard   | Julian Fellowes | 2012. szeptember 30. 2013. október 6.     | 11,96 millió |
| 1920 májusa. Matthew levelet kap a néhai Mr. Swire-től, de nem hajlandó elolvasni, mert fél, hogy Lavinia apja nem tudott róla, hogy hűtlen volt a lányához. Végül azonban kiderül, hogy Mr. Swire mindenről tudott, így Matthew nyugodt szívvel elfogadhatja az örökséget, és ezzel megmentheti Downtont. Edith izgatottan készül az esküvőjére, ám Sir Anthony az oltárnál faképnél hagyja, mert nem szeretné, hogy Edith rá pazarolja az életét. Thomas elhíreszteli a házban, hogy Miss O'Brien ott akarja hagyni Downtont. Amikor ez Miss O?Brien fülébe jut, a komorna bosszút forral. Batest megpróbálja csőbe húzni a cellatársa, de egy másik rab időben figyelmezteti a veszélyre. Mrs. Hughes megtudja, hogy mégsem rákos, és ennek láthatóan nemcsak ő, hanem Mr. Carson is nagyon örül.                         |     |                                |                |                 |                                           |              |
| 20. | 4.  | Negyedik rész (Episode Four)   | Andy Goddard   | Julian Fellowes | 2012. október 7. 2013. október 13.        | 11,83 millió |
| 1920 júniusa. Anna sokáig nem kap levelet Batestől, és nem is látogathatja meg. Attól fél, hogy a férje így akarja rávenni, hogy új életet kezdjen, ám végül kiderül, hogy Bates büntetésből nem küldhet levelet a börtönből. Írországban felgyújtják egy arisztokrata család házát, és Bransonnak menekülnie kell. Roberték legnagyobb megdöbbenésére azonban Sybil nélkül érkezik Downtonba. Később Sybil is megjön, és Robert elintézi, hogy amíg Branson Angliában marad, ne tartóztassák le. Új inas érkezik a házba, aki azonnal a szobalányok kedvence lesz. Daisy végre segédszakács lesz, a konyhalányi teendőket pedig ezentúl a személyzet legújabb tagja, Ivy látja el. Ethel megkéri Charlie nagyszüleit, hogy neveljék fel helyette a fiát. Edith a női választójog mellett kardoskodva levelet ír a Timesnak. |     |                                |                |                 |                                           |              |
| 21. | 5.  | Ötödik rész (Episode Five)     | Jeremy Webb    | Julian Fellowes | 2012. október 14. 2013. október 20.       | 11,93 millió |
| 1920 júliusa. Anna bizonyítékot szerez arra, hogy Vera azután mérgezte meg magát, hogy Bates elhagyta a házát. Isobel munkát kínál Ethelnek a házában, hogy segítsen a lánynak, de Mrs. Bird nem tudja elfogadni az új helyzetet, és inkább felmond. Matthew amiatt aggódik, hogy a balesete miatt talán soha nem lehet gyereke. Robert ragaszkodik hozzá, hogy Sir Philip Tapsell segítsen világra hozni Sybil gyermekét, de Cora ragaszkodik Dr. Clarkson-hoz. A két orvos nem ért egyet a diagnózisban, a szülés után komplikációk lépnek fel és Sybil meghal. |     |                                |                |                 |                                           |              |
| 22. | 6.  | Hatodik rész (Episode Six)     | Jeremy Webb    | Julian Fellowes | 2012. október 21. 2013. október 27.       | 12,06 millió |
| 1920 júliusa. Tom Sybilnek akarja nevezni a gyermekét, és ragaszkodik hozzá, hogy katolikus legyen. Robert mindkét tervet ellenzi, de a család többi tagja Tom mellé áll. Batest Mrs. Bartlett vallomása hozzásegíthetné a szabaduláshoz, de a nő kezdetben nem hajlandó ugyanazt vallani Murray-nek, amit korábban Annának mondott. Ethel Mrs. Patmore segítségével ebédet főz a Crawley-házban a család hölgytagjainak. Robertet bosszantja, hogy egy volt utcalány szolgál fel a családjának, de Coráékat nem zavarja a dolog. Cora még mindig neheztel Robertre. Ezt látva Violet megkéri dr. Clarksont, hogy hazudjon Robertéknek, és mondja azt, hogy Sybil akkor is meghalt volna, ha beavatkoznak a szülésbe. Cora ezek után megbocsát Robertnek.                                                                    |     |                                |                |                 |                                           |              |
| 23. | 7.  | Hetedik rész (Episode Seven)   | David Evans    | Julian Fellowes | 2012. október 28. 2013. november 3.       | 11,82 millió |
| 1920 augusztusa. Bates kiszabadul a börtönből, és visszatér Downtonba. Thomas éjszaka belopózik Jimmy szobájába, és megcsókolja az inast. Alfred meglátja őket, és jelenti az esetet Mr. Carsonnak. Edith Robert rosszallása ellenére újságírónak áll. Matthew tovább küzd azért, hogy modernizálják a birtokot. Jarvis, az intéző képtelen elfogadni a változást, ezért felmond, és a helyére Branson kerül. A kis Sybil Bransont megkeresztelik a riponi katolikus templomban. |     |                                |                |                 |                                           |              |
| 24. | 8.  | Nyolcadik rész (Episode Eight) | David Evans    | Julian Fellowes | 2012. november 4. 2013. november 10.      | 12,15 millió |
| 1920 szeptembere. Robert izgatottan készül a falu elleni krikettmeccsre. Violet unokahúgának lánya, Rose Downtonba látogat, és hevességével felforgatja a család életét. Edithtel flörtölni kezd a szerkesztője, akiről később kiderül, hogy van egy nagy titka: elmebeteg a felesége. Jimmy O'Brien biztatására megkéri Carsont, hogy adjon rossz ajánlólevelet Thomasnak, ám Bates Thomas segítségére siet. Kiderül, hogy Mary terméketlensége kezelésére titokban egy londoni orvoshoz járt. |     |                                |                |                 |                                           |              |

### Karácsonyi különkiadás (2012)
(1921)
| Sor. | Év. | Cím                        | Rendező      | Író             | Premier                               | Nézettség    |
| --- | --- | -------------------------- | ------------ | --------------- | ------------------------------------- | ------------ |
| 25. | 1.  | A Journey to the Highlands | Andy Goddard | Julian Fellowes | 2012. december 25. 2013. november 17. | 10,28 millió |
| 1921 szeptembere. A Crawley család elutazik Skóciába, hogy meglátogassák Flintshire márkit, és családját a festői Duneagle kastélyban. Robert és Violet hamar rájön, hogy Shrimpie, aki indiai kiküldetésre készül, és Susan házassága igencsak megromlott, és a lányuk, Rose, egyre kezelhetetlenebb. A kastélyba ellátogat Edith főnöke, Michael Gregson is, de Matthew és Mary nem nézik jó szemmel a férfi közeledését. Ezalatt Downton-ban a személyzet a thirsk-i vásárba készül, ahol Mrs. Patmore-nak udvarlója akad. Dr. Clarkson és Isobel is közelebb kerülnek egymáshoz, az új cselédlány, Edna, pedig igyekszik meghódítani Bransont. |     |                            |              |                 |                                       |              |

### Negyedik évad (2013)
(1922)
| Sor.             | Év. | Cím                            | Rendező            | Író             | Premier                             | Nézettség    |
| ---------------- | --- | ------------------------------ | ------------------ | --------------- | ----------------------------------- | ------------ |
| 26.              | 1.  | Első rész (Episode One)        | David Evans        | Julian Fellowes | 2013. szeptember 22. 2016. május 1. | 11,60 millió |
| 1922 februárja.  |     |                                |                    |                 |                                     |              |
| 27.              | 2.  | Második rész (Episode Two)     | David Evans        | Julian Fellowes | 2013. szeptember 29. 2016. május 8. | 12,10 millió |
| 1922 márciusa.   |     |                                |                    |                 |                                     |              |
| 28.              | 3.  | Harmadik rész (Episode Three)  | Catherine Morshead | Julian Fellowes | 2013. október 6. 2016. május 15.    | 11,86 millió |
| 1922 áprilisa.   |     |                                |                    |                 |                                     |              |
| 29.              | 4.  | Negyedik rész (Episode Four)   | Catherine Morshead | Julian Fellowes | 2013. október 13. 2016. május 22.   | 11,75 millió |
| 1922 áprilisa.   |     |                                |                    |                 |                                     |              |
| 30.              | 5.  | Ötödik rész (Episode Five)     | Philip John        | Julian Fellowes | 2013. október 20. 2016. május 29.   | 11,39 millió |
| 1922 májusa.     |     |                                |                    |                 |                                     |              |
| 31.              | 6.  | Hatodik rész (Episode Six)     | Philip John        | Julian Fellowes | 2013. október 27. 2016. június 5.   | 11,54 millió |
| 1922 júniusa     |     |                                |                    |                 |                                     |              |
| 32.              | 7.  | Hetedik rész (Episode Seven)   | Ed Hal             | Julian Fellowes | 2013. november 3. 2016. június 12.  | 11,93 millió |
| 1922 júliusa.    |     |                                |                    |                 |                                     |              |
| 33.              | 8.  | Nyolcadik rész (Episode Eight) | Ed Hal             | Julian Fellowes | 2013. november 10. 2016. június 19. | 12,16 millió |
| 1922 augusztusa. |     |                                |                    |                 |                                     |              |

### Karácsonyi különkiadás (2013)
(1923)
| Sor.        | Év. | Cím               | Rendező  | Író             | Premier                            | Nézettség   |
| ----------- | --- | ----------------- | -------- | --------------- | ---------------------------------- | ----------- |
| 34.         | 1.  | The London Season | Jon East | Julian Fellowes | 2013. december 25. 2016. július 3. | 9,41 millió |
| 1923 nyara. |     |                   |          |                 |                                    |             |

### Ötödik évad (2014)
(1924)
Az ötödik évad 2014-ben került adásba az Egyesült Királyságban.
| Sor.              | Év. | Cím                            | Rendező            | Író             | Premier                                   | Nézettség    |
| ----------------- | --- | ------------------------------ | ------------------ | --------------- | ----------------------------------------- | ------------ |
| 35.               | 1.  | Első rész (Episode One)        | Catherine Morshead | Julian Fellowes | 2014. szeptember 21. 2016. szeptember 4.  | 10,71 millió |
| 1924 februárja.   |     |                                |                    |                 |                                           |              |
| 36.               | 2.  | Második rész (Episode Two)     | Catherine Morshead | Julian Fellowes | 2014. szeptember 28. 2016. szeptember 11. | 10,47 millió |
| 1924 áprilisa.    |     |                                |                    |                 |                                           |              |
| 37.               | 3.  | Harmadik rész (Episode Three)  | Catherine Morshead | Julian Fellowes | 2014. október 5. 2016. szeptember 18.     | 10,15 millió |
| 1924 májusa.      |     |                                |                    |                 |                                           |              |
| 38.               | 4.  | Negyedik rész (Episode Four)   | Minkie Spiro       | Julian Fellowes | 2014. október 12. 2016. szeptember 25.    | 10,25 millió |
| 1924 májusa.      |     |                                |                    |                 |                                           |              |
| 39.               | 5.  | Ötödik rész (Episode Five)     | Minkie Spiro       | Julian Fellowes | 2014. október 19. 2016. október 2.        | 10,39 millió |
| 1924 szeptembere. |     |                                |                    |                 |                                           |              |
| 40.               | 6.  | Hatodik rész (Episode Six)     | Philip John        | Julian Fellowes | 2014. október 26. 2016. október 9.        | 10,21 millió |
| 1924 októbere.    |     |                                |                    |                 |                                           |              |
| 41.               | 7.  | Hetedik rész (Episode Seven)   | Philip John        | Julian Fellowes | 2014. november 2. 2016. október 16.       | 10,31 millió |
| 1924              |     |                                |                    |                 |                                           |              |
| 42.               | 8.  | Nyolcadik rész (Episode Eight) | Michael Engler     | Julian Fellowes | 2014. november 9. 2016. október 23.       | 9,95 millió  |
| 1924              |     |                                |                    |                 |                                           |              |

### Karácsonyi különkiadás (2014)
(1924)
| Sor.           | Év. | Cím                | Rendező      | Író             | Premier                                             | Nézettség   |
| -------------- | --- | ------------------ | ------------ | --------------- | --------------------------------------------------- | ----------- |
| 43.            | 1.  | A Moorland Holiday | Minkie Spiro | Julian Fellowes | 2014. december 25. 2016. október 30. és november 6. | 7,99 millió |
| 1924 kora ősz. |     |                    |              |                 |                                                     |             |

### Hatodik évad (2015)
(1925)
A hatodik évad 2015-ben került adásba az Egyesült Királyságban. Ez a sorozat utolsó évada.
| Sor.              | Év. | Cím                            | Rendező        | Író             | Premier                                 | Nézettség    |
| ----------------- | --- | ------------------------------ | -------------- | --------------- | --------------------------------------- | ------------ |
| 44.               | 1.  | Első rész (Episode One)        | Minkie Spiro   | Julian Fellowes | 2015. szeptember 20. 2016. november 13. | 10,32 millió |
| 1925 áprilisa.    |     |                                |                |                 |                                         |              |
| 45.               | 2.  | Második rész (Episode Two)     | Minkie Spiro   | Julian Fellowes | 2015. szeptember 27. 2016. november 20. | 10,04 millió |
| 1925 áprilisa.    |     |                                |                |                 |                                         |              |
| 46.               | 3.  | Harmadik rész (Episode Three)  | Philip John    | Julian Fellowes | 2015. október 4. 2016. november 27.     | 10,04 millió |
| 1925 májusa.      |     |                                |                |                 |                                         |              |
| 47.               | 4.  | Negyedik rész (Episode Four)   | Philip John    | Julian Fellowes | 2015. október 11. 2016. december 4.     | 10,39 millió |
| 1925 májusa.      |     |                                |                |                 |                                         |              |
| 48.               | 5.  | Ötödik rész (Episode Five)     | Michael Engler | Julian Fellowes | 2015. október 18. 2016. december 11.    | 10,60 millió |
| 1925 májusa.      |     |                                |                |                 |                                         |              |
| 49.               | 6.  | Hatodik rész (Episode Six)     | Michael Engler | Julian Fellowes | 2015. október 25. 2016. december 18.    | 10,31 millió |
| 1925 júniusa.     |     |                                |                |                 |                                         |              |
| 50.               | 7.  | Hetedik rész (Episode Seven)   | David Evans    | Julian Fellowes | 2015. november 1. 2017. január 1.       | 10,49 millió |
| 1925. júliusa.    |     |                                |                |                 |                                         |              |
| 51.               | 8.  | Nyolcadik rész (Episode Eight) | David Evans    | Julian Fellowes | 2015. november 8. 2017. január 8.       | 11,15 millió |
| 1925. augusztusa. |     |                                |                |                 |                                         |              |

### Karácsonyi különkiadás (2015)
(1925)
| Sor.                                            | Év. | Cím        | Rendező        | Író             | Premier                                           | Nézettség    |
| ----------------------------------------------- | --- | ---------- | -------------- | --------------- | ------------------------------------------------- | ------------ |
| 52.                                             | 1.  | The Finale | Michael Engler | Julian Fellowes | 2015. december 25. 2017. január 15. és január 22. | 11,22 millió |
| 1925. szeptember 29. és 1926. január 1. között. |     |            |                |                 |                                                   |              |